# Amphiprion biaculeatus
Amphiprion biaculeatus là loài cá hề thuộc chi Amphiprion trong họ Cá thia. Loài này được mô tả lần đầu tiên vào năm 1790.

## Phân loại học
Ban đầu, A. biaculeatus được Bloch mô tả dưới danh pháp là Chaetodon biaculeatus, nhưng sau đó đã được xếp hẳn vào một chi đơn loài là Premnas.

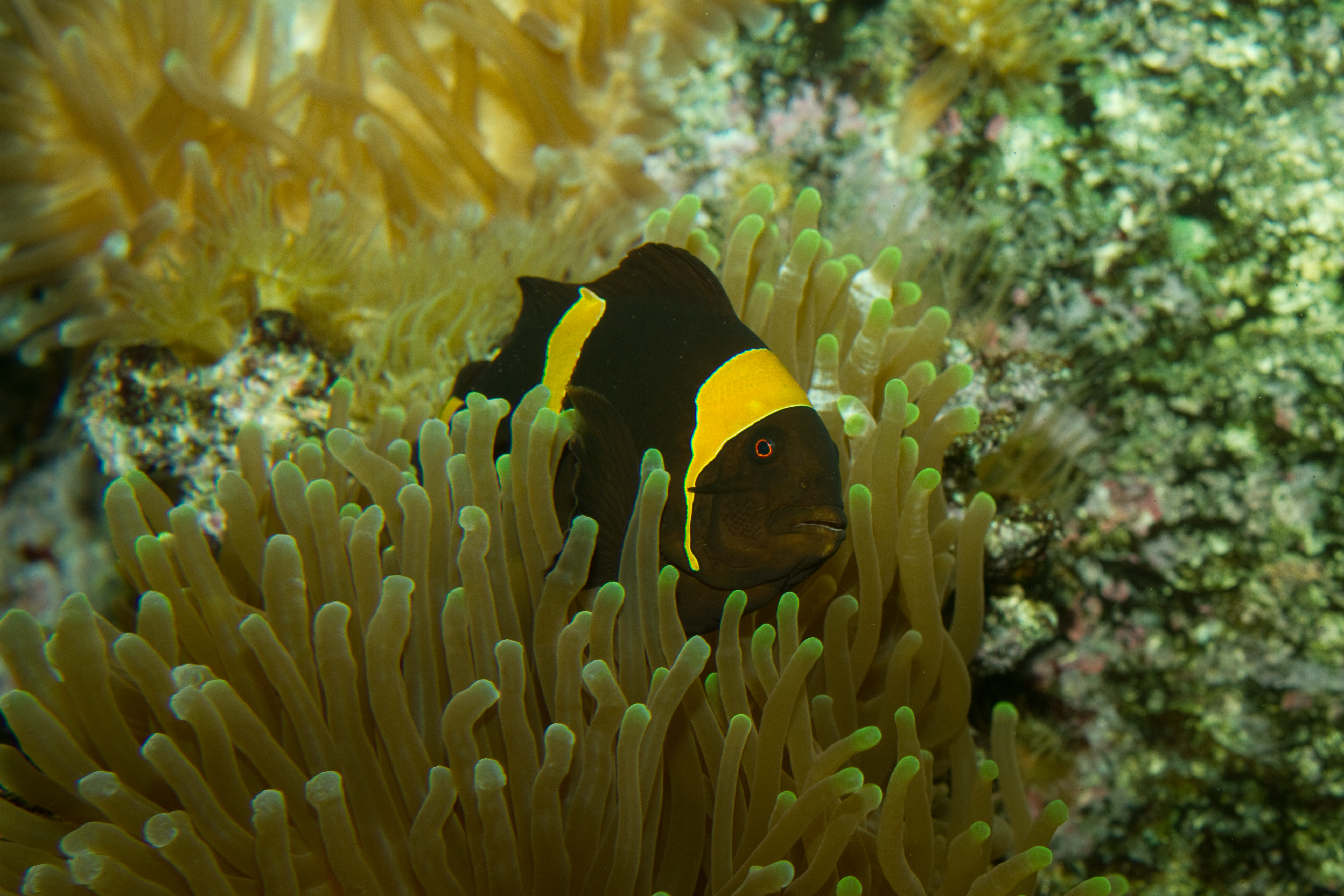
A. biaculeatus Ấn Độ Dương với cơ thể màu nâu với sọc vàng.

Allen (1972) chỉ xem Premnas là phân chi của Amphiprion vì ông cho rằng, hai đặc điểm nổi bật nhất được sử dụng để xác định Premnas là có ngạnh dưới ổ mắt và số lượng vảy cá theo đường chéo từ trước vây lưng chéo xuống trước vây hậu môn (transverse scale rows) nhiều hơn, theo ông là có "tầm quan trọng tương đối nhỏ về mặt phát sinh loài".
Allen sau đó đã bác bỏ suy nghĩ này trong bản báo cáo của mình vào năm 1975 và công nhận Premnas là một chi hợp lệ. Tuy vậy, phần lớn những nghiên cứu phân tử sinh học ở thế kỷ 21, và gần đây nhất là báo cáo của Tang và các cộng sự (2021), đều cho rằng, Premnas chỉ là một danh pháp đồng nghĩa của Amphiprion.

## Từ nguyên

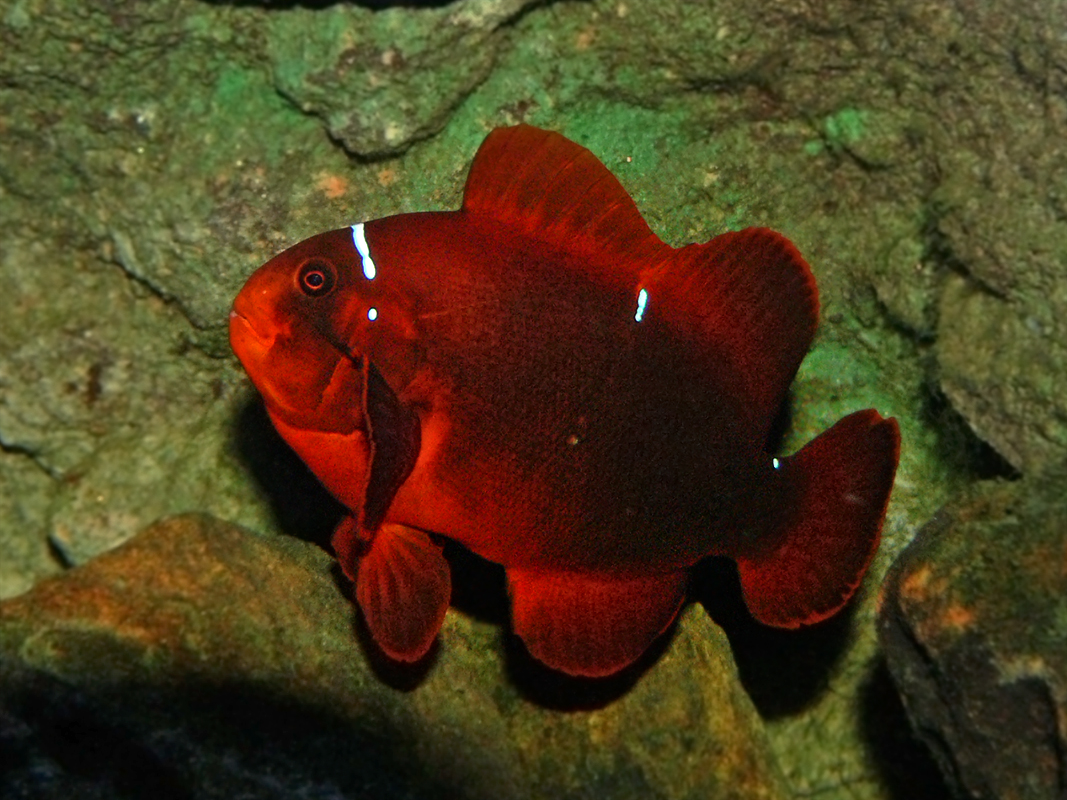
A. biaculeatus đã lớn tuổi (không có sọc trên cơ thể)

Từ định danh của loài được ghép bởi hai từ trong tiếng Latinh: bi ("hai") và aculeatus ("có gai, ngạnh"), hàm ý đề cập đến hai ngạnh nhô ra dưới mắt của cá trưởng thành.

## Phạm vi phân bố và môi trường sống
A. biaculeatus có phạm vi phân bố tập trung ở khu vực Đông Ấn Độ Dương và Tây Thái Bình Dương. Loài này được ghi nhận từ quần đảo Andaman và Nicobar (Ấn Độ) trải dài đến vùng biển các nước Đông Nam Á, Papua New Guinea, quần đảo Solomon và Vanuatu, giới hạn phía nam đến các rạn san hô vòng ngoài khơi Tây Úc và eo biển Torres (phía bắc bang Queensland, Úc).
A. biaculeatus sống cộng sinh với hải quỳ Heteractis magnifica và Entacmaea quadricolor, thường được quan sát trên các rạn san hô gần bờ và trong các đầm phá, độ sâu đến ít nhất là 18 m.

## Mô tả

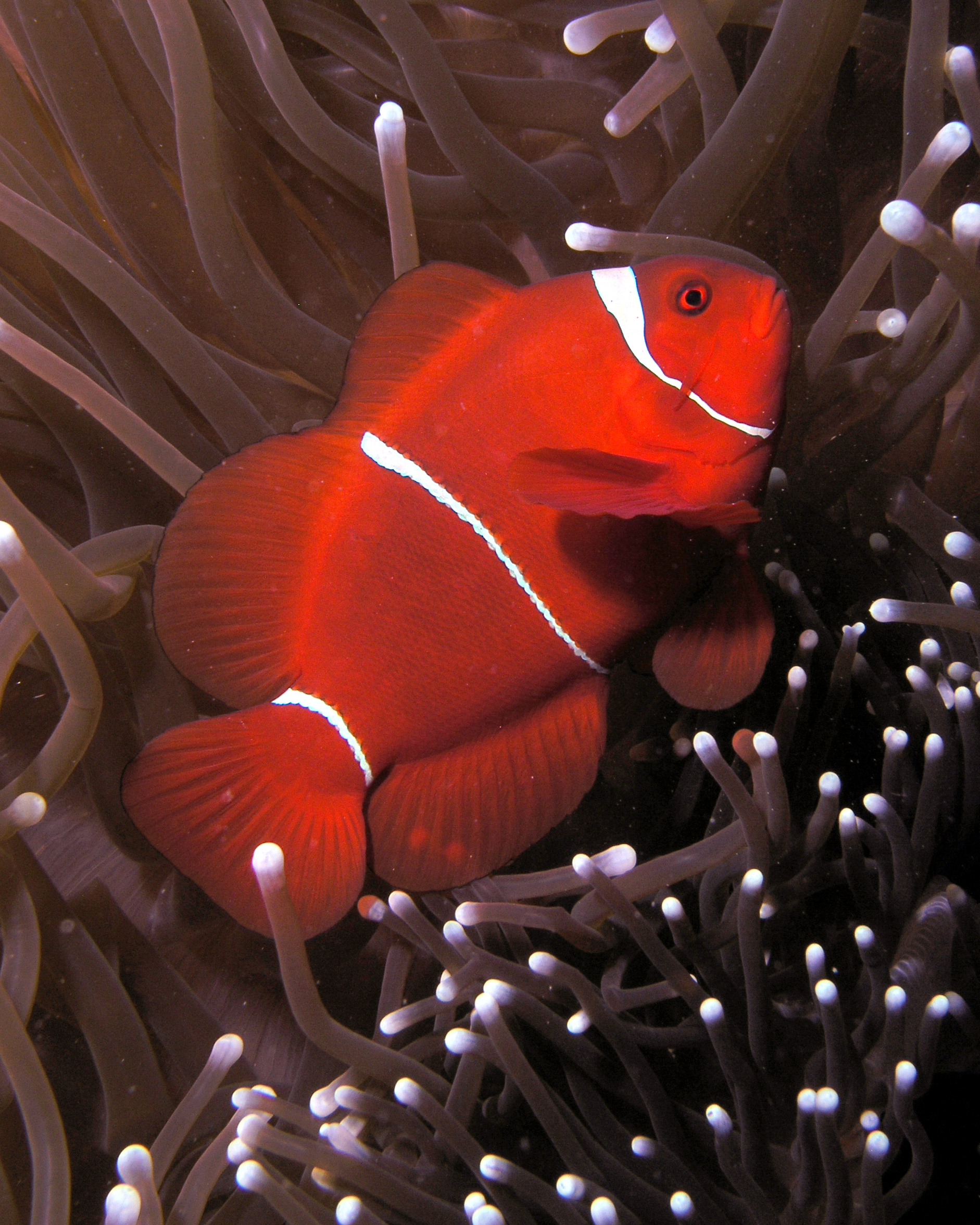
A. biaculeatus (cái?) sọc hẹp (Đông Timor)

A. biaculeatus có chiều dài cơ thể tối đa được ghi nhận là 17 cm. Như đã đề cập ở trên, A. biaculeatus có một ngạnh lớn trên nắp mang (ngay dưới mắt) giúp phân biệt với các đồng loại có cùng kiểu màu. Có ít nhất ba biến thể kiểu màu được quan sát và ghi nhận ở loài cá này.
Ở Đông Ấn Độ Dương, A. biaculeatus đực và cái đều có màu hạt dẻ, màu gỗ gụ hay màu nâu sẫm với ba dải sọc màu vàng tươi nổi bật trên cơ thể. Những dải sọc vàng ở cá cái có thể biến mất (từ dưới ngược lên lưng) khi chúng già đi. Biến thể này nhiều khả năng là một loài hợp lệ, từng được Fowler mô tả với danh pháp là Premnas epigrammata.
Ở Tây Thái Bình Dương, cơ thể cá con và cá đực có màu đỏ tươi hay màu cam ửng đỏ với 3 dải sọc trắng. Nhưng ở phần lớn khu vực, như đã được quan sát tại Philippines, phía bắc đảo Sulawesi cũng như một số nhóm đảo ở phía tây Indonesia, sọc trên đầu của những con cá cái lớn lại chuyển sang màu vàng (đôi khi có màu vàng ở cả sọc giữa nhưng rất hiếm thấy sọc vàng ở đuôi). Không như biến thể Ấn Độ Dương (tất cả cá thể trên một năm tuổi đều có màu vàng trên các dải sọc), hầu như chỉ cá thể cái đã trưởng thành hoàn toàn mới có dải vàng trên đầu.

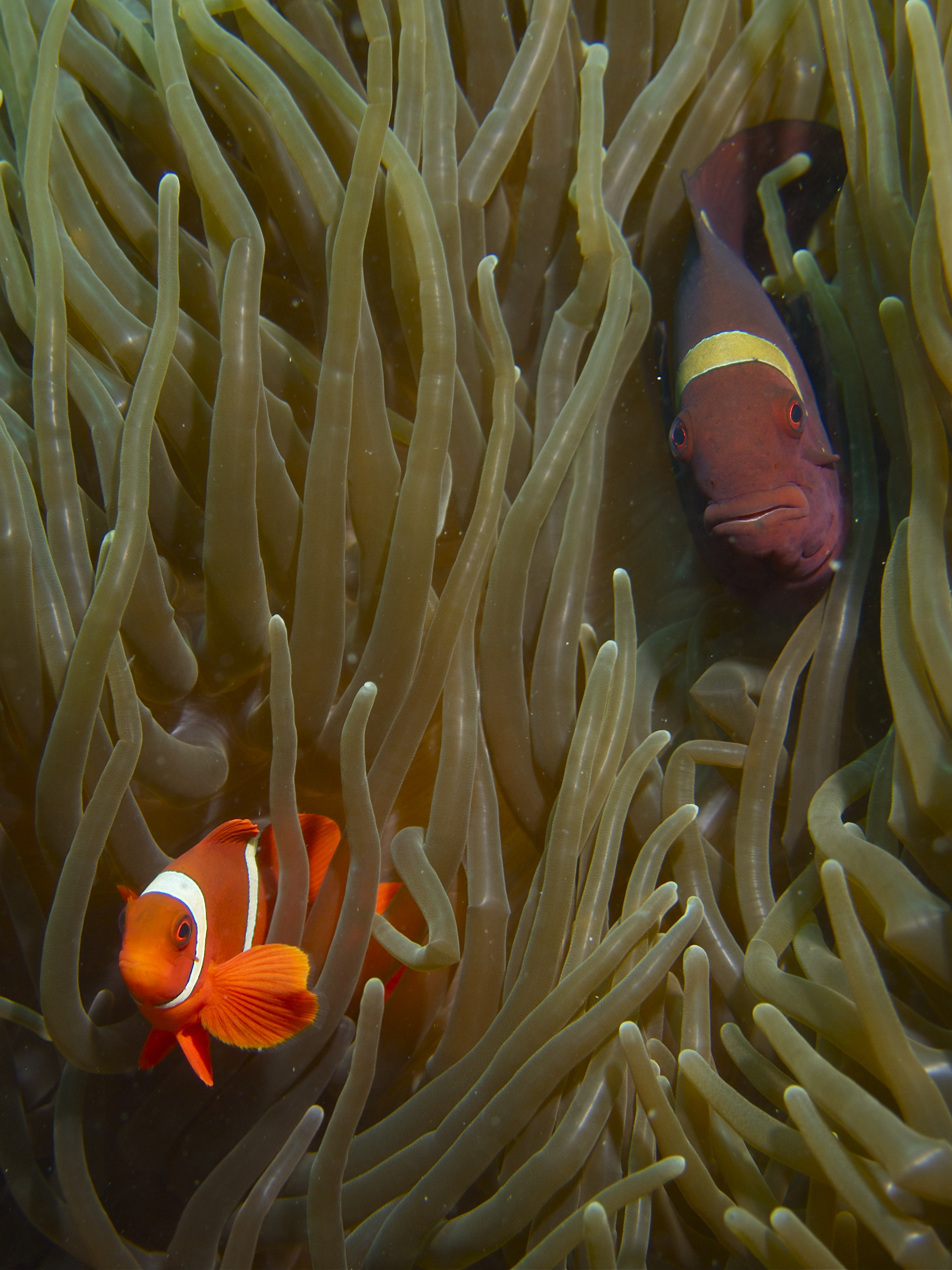
A. biaculeatus cái (phải) có sọc vàng trên đầu và lớn hơn cá đực (trái) (Philippines).

Ngoài ra, ở Papua New Guinea, quần đảo Solomon và rạn san hô Great Barrier, cá cái trưởng thành không có dải vàng trên đầu, thay vào đó vẫn giữ lại dải trắng như cá đực, và các dải sọc trắng lại rất hẹp (ở cả cá đực) so với những biến thể kể trên.
Số gai ở vây lưng: 10; Số tia vây ở vây lưng: 17–18; Số gai ở vây hậu môn: 2; Số tia vây ở vây hậu môn: 13–15.

## Sinh thái học
Thức ăn của A. akindynos là động vật phù du và tảo.
A. biaculeatus là một loài lưỡng tính tiền nam (cá cái trưởng thành đều phải trải qua giai đoạn là cá đực), nên cá đực thường có kích thước nhỏ hơn cá cái. Một con A. allardi cái sẽ sống thành nhóm cùng với một con đực lớn (đảm nhận chức năng sinh sản) và nhiều con non nhỏ hơn. Trứng bám dính vào chất nền, được cá đực lớn bảo vệ và chăm sóc đến khi chúng nở.

## Thương mại
A. biaculeatus được đánh bắt bởi những người thu mua cá cảnh và đã được nhân giống nuôi nhốt.